# Гавриловское (сельское поселение, Удмуртия)
Гавриловское — упразднённое муниципальное образование со статусом сельского поселения в Воткинском районе Удмуртии Российской Федерации.
Административный центр — деревня Гавриловка.
25 июня 2021 года упразднено в связи с преобразованием муниципального района в муниципальный округ.

## Население
| 2010  | 2012  | 2013  | 2014  | 2015  | 2016  | 2017  | 2018  | 2019  |
| ----- | ----- | ----- | ----- | ----- | ----- | ----- | ----- | ----- |
| 1476  | ↘1428 | ↘1398 | ↗1556 | ↗1609 | ↘1591 | ↗1622 | ↘1573 | ↗1589 |
| 2020  |       |       |       |       |       |       |       |       |
| ↗1652 |       |       |       |       |       |       |       |       |

## Состав поселения
- Березники (деревня) — 11[13]
- Беркуты (деревня) — 345[13]
- Гавриловка (деревня, административный центр) — 934[13]
- Галёво (село) — 1[13]
- Евсино (деревня) — 0[13]
- Костоваты (деревня) — 75[13]
- Метляки (деревня) — 38[13]
- Фертики (деревня) — 24[13]